# .500 Nitro Express

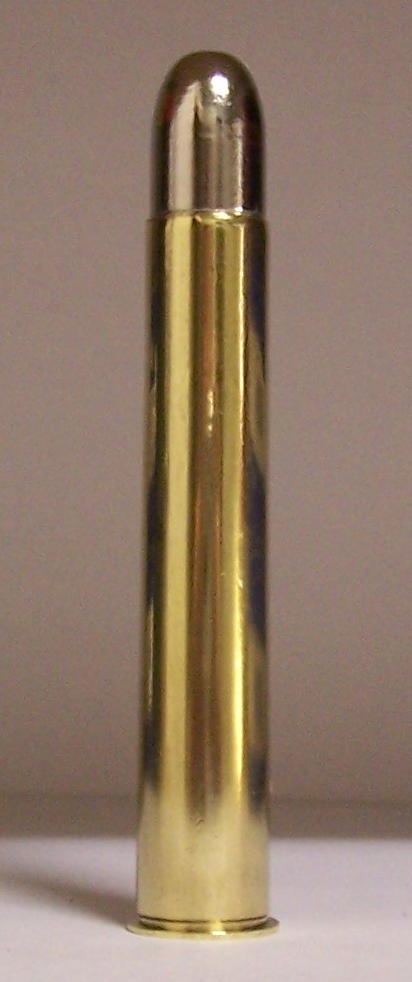
O .500 Nitro Express.

O .500 Nitro Express é um cartucho de fogo central metálico para rifles do tipo Nitro Express de grosso calibre projetado para caça de grande porte perigosa na África e na Índia. Este cartucho foi projetado principalmente para uso em rifles duplos, embora vários de tiro único tenham sido produzidos na ação Farquarson e pelo menos uma grande empresa (Heym) o produziu em configuração por ação de ferrolho. Ele estava comumente disponível em dois comprimentos: uma versão de 3,00 pol. (76 mm) e uma de 3,25 pol. (83 mm).

## Projeto e especificações
O CIP regulou a versão de 3,00 pol. (76 mm) do cartucho, mas não a versão de 3,25 pol. (83 mm).

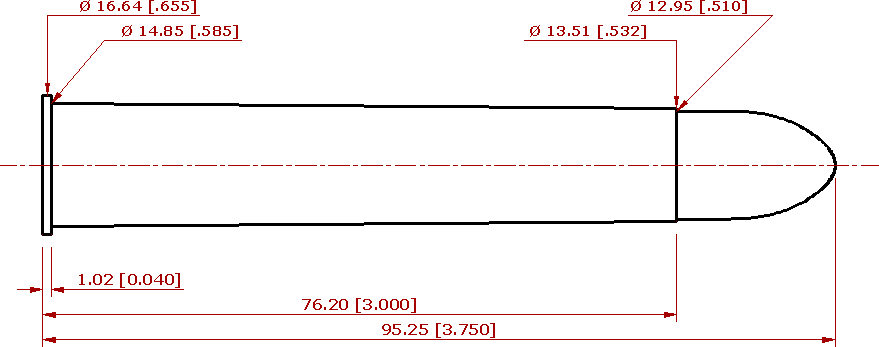